# انتخابات الرئاسة السلوفينية 2012
انتخابات الرئاسة السلوفينية 2012 هي الانتخابات الرئاسية التي جرت في 2012، لانتخاب رئيس سلوفينيا، فاز بالانتخابات بوروت باهور.

## المرشحين
| المرشح      | الحزب | عدد الأصوات |
| ----------- | ----- | ----------- |
| بوروت باهور |       |             |